# 購物

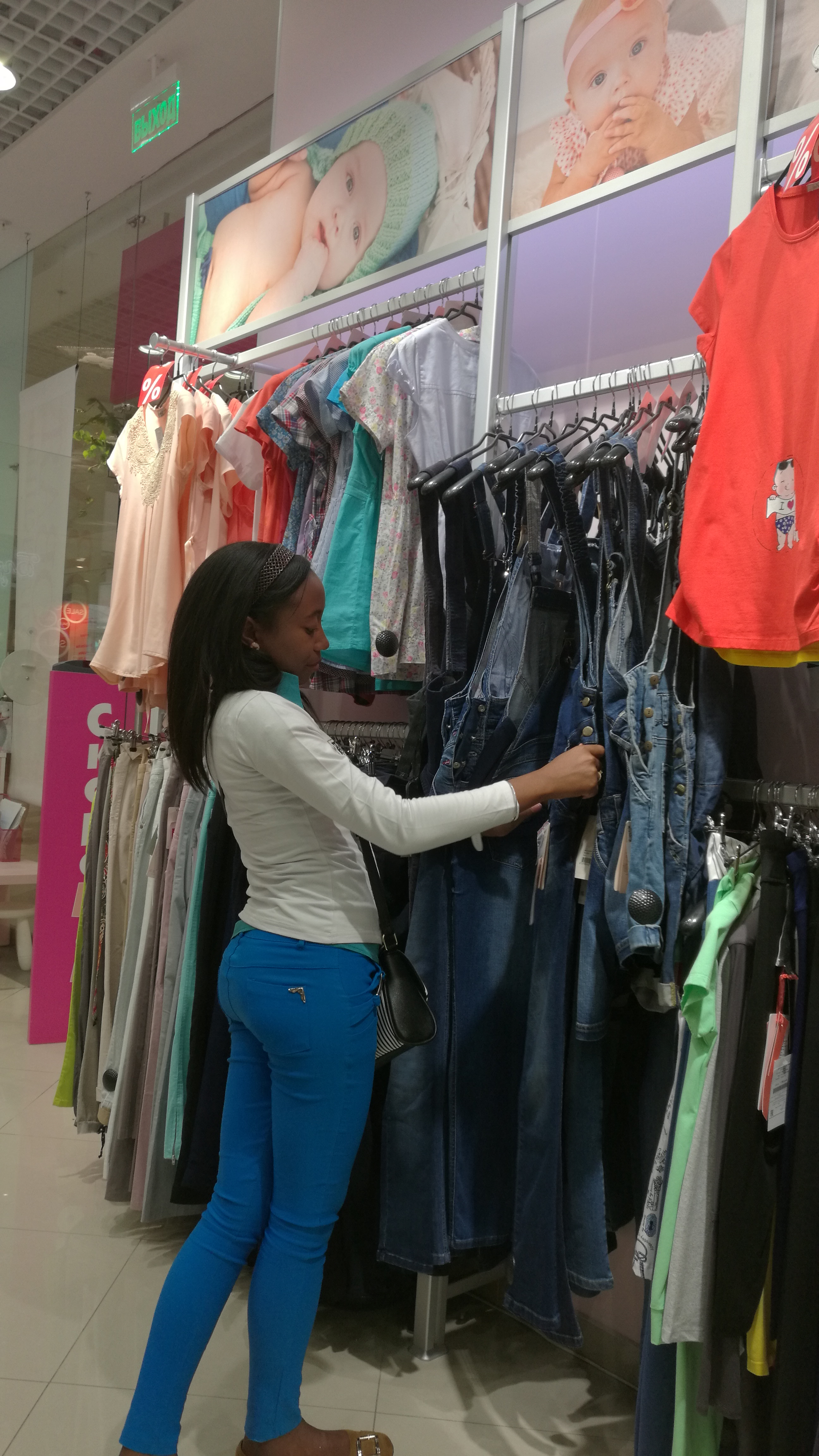
在莫斯科採買衣服的的女性，2016年

購物指個人在零售商這邊揀選後購買貨品或服務的行為，可視為一種經濟和休閒活動。至於瘋狂購物、搶購、有發洩傾向的購物，也會用英文shopping的諧音「血拼」來形容。除了血拼的音譯一詞外，還有另一叫法為「掃貨」、或以粵語發音為基礎的「濕平」音譯。

## 古代社會之購物
購物在不同的古代文明早已出現。在古羅馬，圖拉真市場的Taberna就是一種小零售商店，而在哈德良长城上發現羅馬人為士兵而寫的購物清單，歷史可追溯至公元75至125年。在中國，很早已有大型的交易市場，稱為市集。

## 參與者

### 購物者

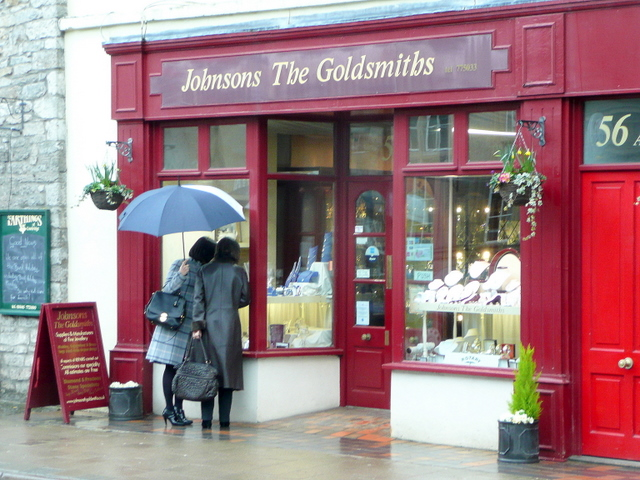
櫥窗購物，母牛橋，2010年

對很多人來說，購物是一種休閒活動，可以逛不同的商店選購產品。同時又出現了所謂的「櫥窗購物」（Window shopping），意指瀏覽商店櫥窗中的貨品，未必會真的購買。但對於一些人，購物可能是困擾的。例如買到的產品貨不對辦，甚至被騙，需要退貨。近年出現購物上癮，即所謂的购物狂，這些購物者不受控制的購物，可能會引起個人和社會問題。

### 出售者
市場上有不同的出售者，如供應商、零售商和推銷員等。

### 出售者所使用之科技
為方便客戶更快更準確付款, 商戶都已使用銷售時點情報系統（POS）。在北美地區的各大超市，設有全自動收銀系統，完全不經收銀員。Microsoft RMS系統成本低，在北美非常流行。北美地區的POS系統經銷商有Retail & Hospitality POS Solutions 零售、飲食系統、IBM POS Systems （页面存档备份，存于）和NCR POS Systems （页面存档备份，存于）。

## 購物場地

### 購物集中地
購物中心、廣場、跳蚤市場和巴剎集中了大量店舖或零售者，售賣不同產品；購物中心通常設在城市中較大規模的商業區內。

### 店舖
店舖可按其出售的貨品分類，如書店、精品店、藥房、寵物品、超級市場等。旅行社則可視為出售服務的商店。店舖也可按其目標顧客的可支配收入分類。
有些商店售賣二手貨，部分會接收貨品。有些商店是非謀利性質的，部分由接受公眾捐贈的慈善機構營運。當舖出售的貨品來自抵押貨品的客人。
不少店舖是連鎖式經營，有相同的商標和品牌，裝潢和出售的貨品相類似。這些店舖可能由集團擁有，也可能是特許經營，如香港的7-11便利店。

### 家中購物
隨着電視、電話和互聯網的普及，消費者可通過電子商務和B2C系統加上郵遞服務，足不出戶留在家中購物（home shopping）；也可以在家中發出購買指令，然後到門市取貨。購物渠道包括網路購物（購物網站）、電話、郵寄等。

### 自動販賣機
散佈不同地點的售賣機，出售零食、飲料、酒類、香煙及彩票等產品。

## 購物季節
購物高峰期通常出現在假日前，如聖誕節、春節等；和假日後：美國零售聯合會則曾指出，長假期後復課期是僅次於假期購物高峰期的時段，消費者會為學童購買衣服、文具和書籍等。該會估計，美國人在2006年為學童復課的消費額度達170億美元。

## 定價和議價
大部分零售商以成本為基準作定價，即在成本上加以若干溢價出售貨品。另一種定價方法是「建議售價」（MSRP），貨品根據其上面標示的價格出售。
零售價格通常定為與整數價格相差極少，例如$6.95，形成心理價格（psychological price 或 odd price），讓人產生還未到7元的感覺。在中國社會則流行使用幸運號碼作為價格，如$7.8（8與「發」諧音），這會形成價格層級。
通常貨品按其價錢牌的售價出售，不過有店舖會採用價格歧視的策略，向某些客人收取較高價錢。這時，零售商會就客人的出價能力、對產品的認識程度、購買產品的意欲等因素決定價格。價格歧視會導致議價，經濟學家認為，通過議價，交易的「剩餘」（surplus）可被分為消费者和生产者剩余。任何一方都沒有明顯優勢，因為交易可能隨時拉倒，於是雙方的剩餘會消失。

## 相關
- 鳩嗚